# Vrijheidsbrug (Novi Sad)

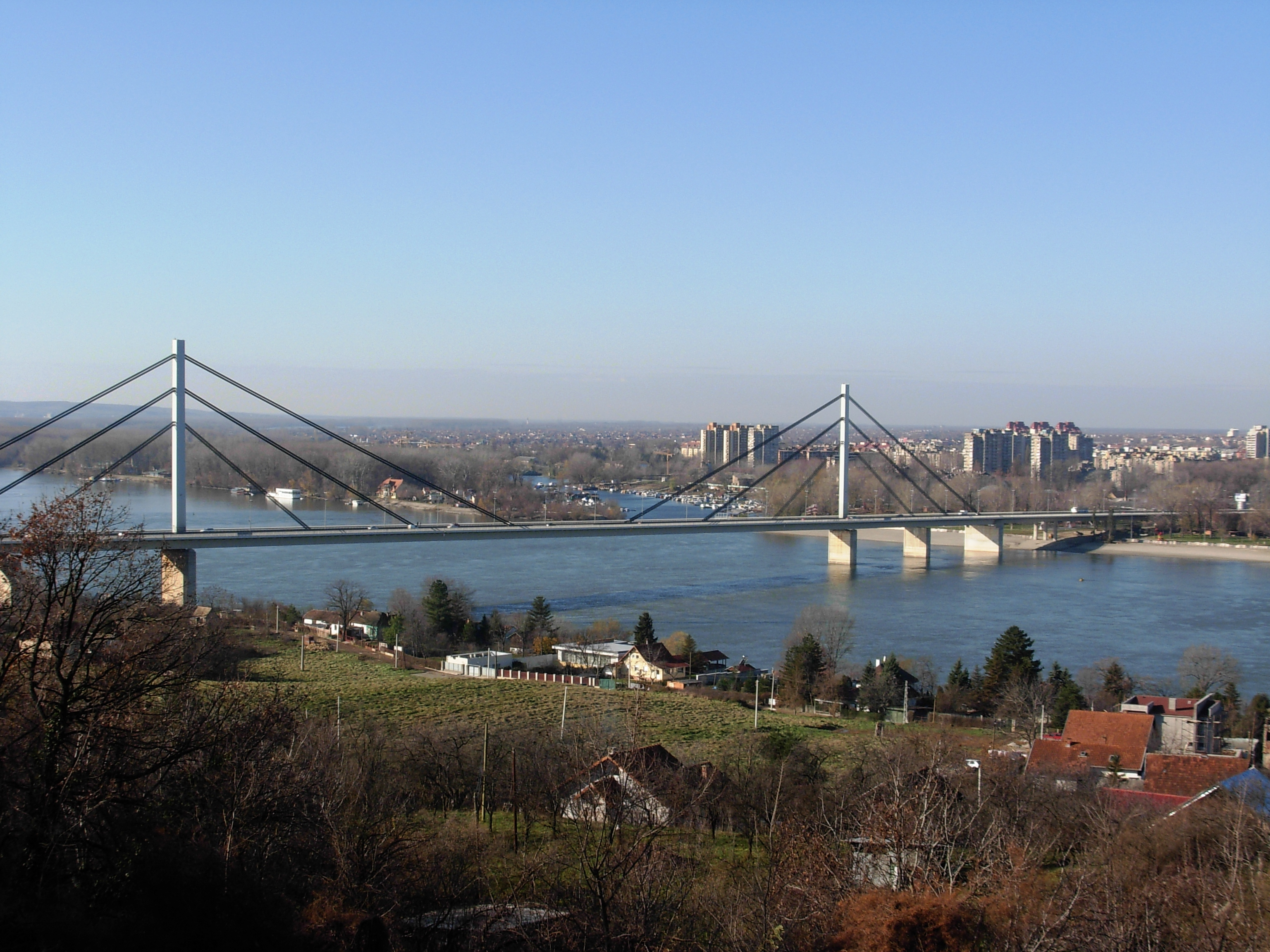
De Vrijheidsbrug in 2005

De Vrijheidsbrug (Servisch: Мост слободе / Most slobode) is een tuibrug in Novi Sad, de hoofdstad van de Servische regio Vojvodina. Het is een van de bruggen in Novi Sad die de oevers van de Donau met elkaar verbinden. De brug werd gebouwd in 1981 en vernietigd door de NAVO in het kader van de Operatie Allied Force op 4 april 1999.
Tussen 2003 en 2005 werd de 27,60 meter brede Vrijheidsbrug herbouwd. Tot 2005 lag er nog een pontonbrug over de Donau, waardoor het scheepvaartverkeer vanuit het noorden geblokkeerd was. Sinds de Vrijheidsbrug in oktober 2005 weer in gebruik is genomen, is de pontonbrug verdwenen en ondervindt het scheepvaartverkeer geen hinder meer. De nieuwe brug is identiek aan de oude.
Bij de heropening waren vertegenwoordigers van het Europees Bureau voor wederopbouw aanwezig. De herbouw en heropening leidden tot discussies. Aan de ene kant waren veel Serviërs de Europese Unie dankbaar voor de financiële ondersteuning, maar aan de andere kant zagen zij het als herstelbetaling voor de tijdens de bombardementen aangerichte schade.